# Sonya Kraus

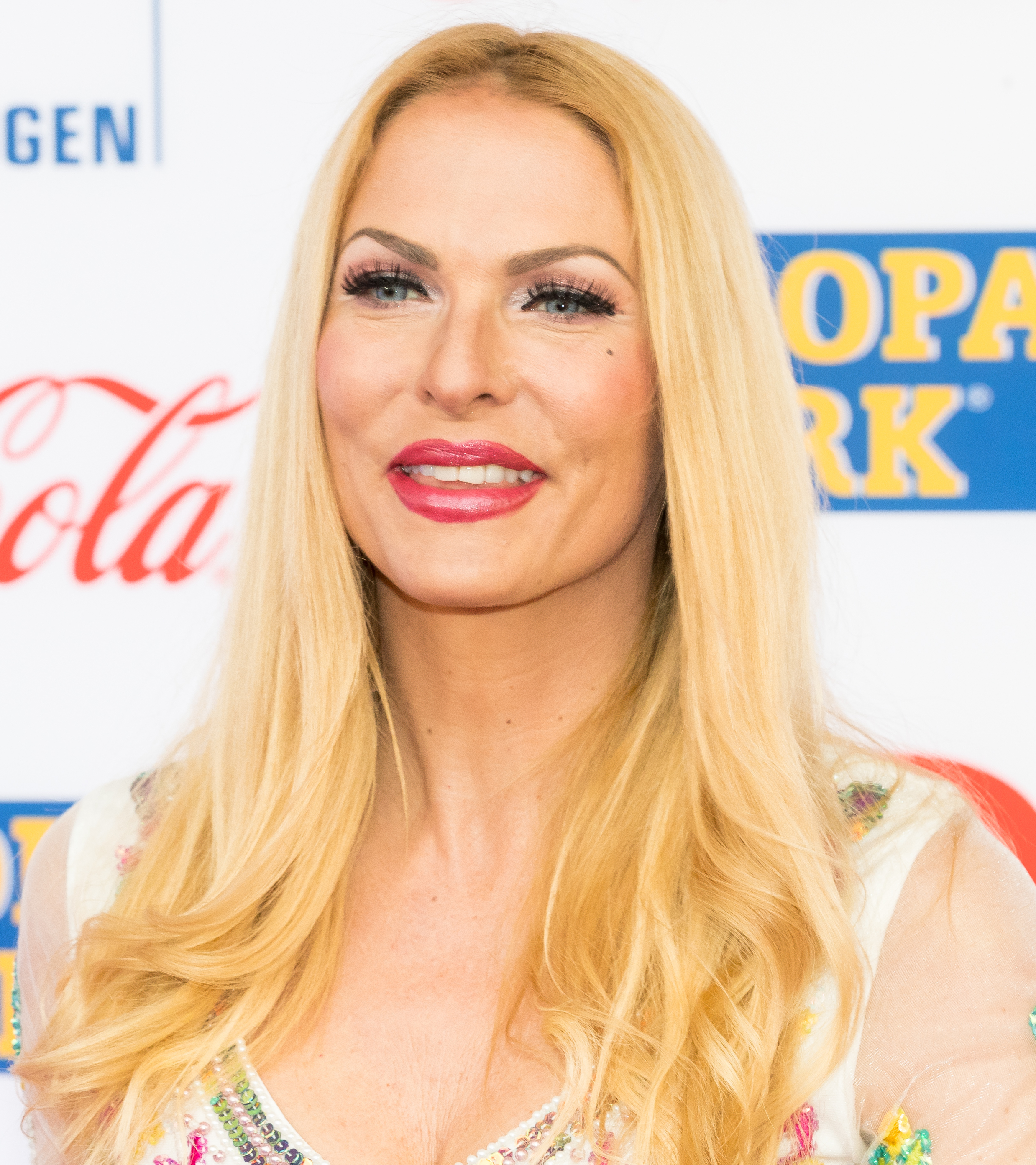
Sonya Kraus en 2019.

Sonya Kraus (22 de junio de 1973 Fráncfort del Meno) es una presentadora de televisión alemana.

## Carrera
A los 4 años empezó a asistir a una escuela de ballet que finalmente la llevó a ingresar en la Escuela de Música de Fráncfort del Meno. Abandonó el ballet en 1987, puesto que se había vuelto my alta, alcanzando ya 1.77m. En 1992 terminó su Abitur (diploma de entrada a la universidad) y empezó a trabajar como modelo profesional hasta 1994.
En 1998 se hizo conocida por su aparición en Glücksrad (el equivalente alemán de La Ruleta de la Suerte) en Kabel 1, presentado por Frank Meissner. Desde 2000 pasó a presentar talk talk talk en ProSieben, un programa resumen de los momentos más importantes de los talk shows de todo el mundo. En 2000 copresentó también Fort Boyard - Stars auf Schatzsuche con Steven Gätjen y Alexander Mazza, programa equivalente al Fort Boyard de la televisión española.
Otros programas que ha presentado con Mazza fueron Desert Forges - Stars an ihren Grenzen y Clip Mix. Es muy activa en la campaña de ProSieben, Red Nose Day.
Desde 2003, presenta Do it Yourself - S.O.S., un programa que viaja por toda Alemania remodelando casas, habitaciones y jardines. En este espacio ella suele participar en las mencionadas reformas, dando el toque cómico y alocado a las obras.
En julio de 2004 copresentó con Elton Die Alm en ProSieben. En enero y febrero de 2005 ella y Elton presentaron Die Burg.
En sus apariciones, Kraus suele jugar con el estereotipo de rubia tonta consigo misma, de manera irónica: en realidad, obtuvo la máxima calificación en su Abitur, y su elocuencia en los talk shows demuestra que esta imagen no es cierta.

## Vínculos
- Wikimedia Commons alberga una galería multimedia sobre Sonya Kraus.
- Talk talk talk Archivado el 6 de abril de 2007 en Wayback Machine.
- Do it Yourself - S.O.S. Archivado el 15 de abril de 2007 en Wayback Machine.
- Entrevista (en alemán)
- Página de fanes de Sonya Kraus (galería y panel de mensaje) Archivado el 16 de abril de 2007 en Wayback Machine.

- Datos: Q74065
- Multimedia: Sonya Kraus / Q74065